# Байкал (аэропорт)
Междунаро́дный аэропо́рт «Байка́л» (бур. Байгал) — международный аэропорт Улан-Удэ, Республика Бурятия.
Расположен в пределах городского округа Улан-Удэ в 15 км западнее центра города, в 75 км к юго-востоку от озера Байкал.
С 2017 года Росавиация предоставила аэропорту пятую степень свободы.

## Общие сведения

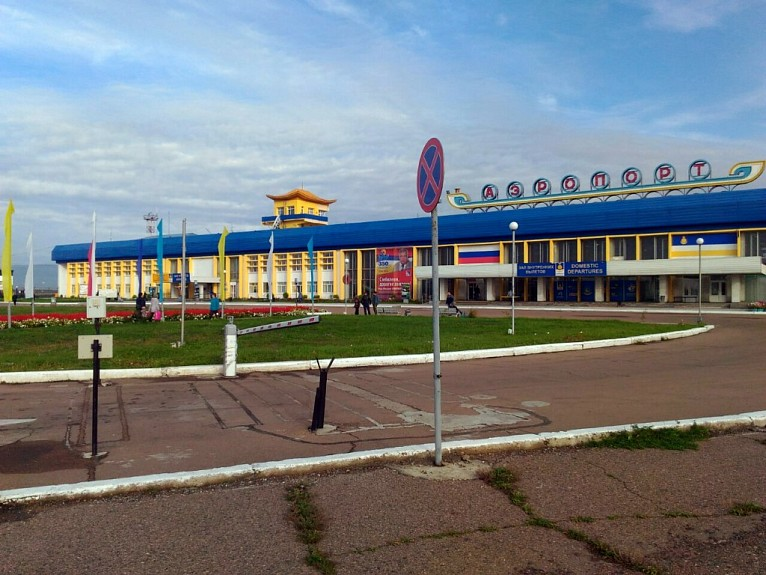
Общий вид здания аэропорта Улан-Удэ

Аэропорту в 2008 году как предприятию было присвоено название «Байкал» (ныне оно используется службами аэропорта, в разговорной речи и в региональных СМИ), однако как географический объект аэропорт называется «Международный аэропорт Байкал» и такое же именование имеет в сборниках аэронавигационной информации.
Выполняет функции аэропорта федерального значения, является базовым для воздушного сообщения с труднодоступными и отдалёнными районами Республики Бурятия. Из аэропорта выполняются прямые ежедневные рейсы в Москву и Новосибирск, регулярные рейсы в города Восточной Сибири, Дальнего Востока, и другие города европейской части России.
В конце 2024 года первых пассажиров принял новый терминал, построенный всего за 2 года при поддержке ВЭБ.РФ.

## История
- 1925 год — приземлились первые самолёты лётчиков М. А. Волковойнова и И. К. Полякова — участников перелёта Москва — Пекин.
- 1 августа 1926 года — открыто регулярное воздушное пассажирское сообщение между Верхнеудинском (Улан-Удэ) и Ургой (Улан-Батор); в аэропорту производят посадку самолёты, следующие по маршрутам Москва — Владивосток, Иркутск — Чита.
- 1931 год — начинается строительство нового аэродрома на левобережье реки Селенги.
- 1935—1941 годы — развитие местного воздушного сообщения на территории Бурятии.
- 1966 год — начало эксплуатации новых турбовинтовых самолётов Ан-24.
- 1971 год — в аэропорту Улан-Удэ построена и сдана в эксплуатацию бетонная искусственная взлётно-посадочная полоса (ИВВП); начало полётов самолётов Ил-18 из Москвы.
- 1980—1981 годы — в аэропорту Улан-Удэ была произведена реконструкция ИВПП и построены новые стоянки для воздушных судов; длина ИВПП увеличена на 800 метров.
- 1981 год — аэропорт начинает принимать самолёты Ту-154.
- 1983 год — в августе запущен в эксплуатацию новый аэровокзал; в сентябре—октябре аэропорт обслуживает транзитные авиарейсы, перенесённые из Читы в связи с закрытием ИВПП аэропорта «Кадала» города Читы на ремонт.
- 1988—1989 годы — аэропорт обслуживает множество транзитных рейсов, в том числе международных (Москва — Пхеньян, Москва — Улан-Батор, и туристических из стран СЭВ), перенесённых из Иркутска в связи с реконструкцией ИВПП аэропорта города Иркутска — количество самолёто-вылетов в сутки в аэропорту Улан-Удэ в отдельные дни достигало 70, из них Ту-154 — 30.
- 1990 год — количество перевезённых пассажиров за год достигло 800 тыс. человек.
- 11 декабря 1992 года распоряжением Правительства РФ от № 2332-р аэропорт Улан-Удэ открыт для международных полётов[10]

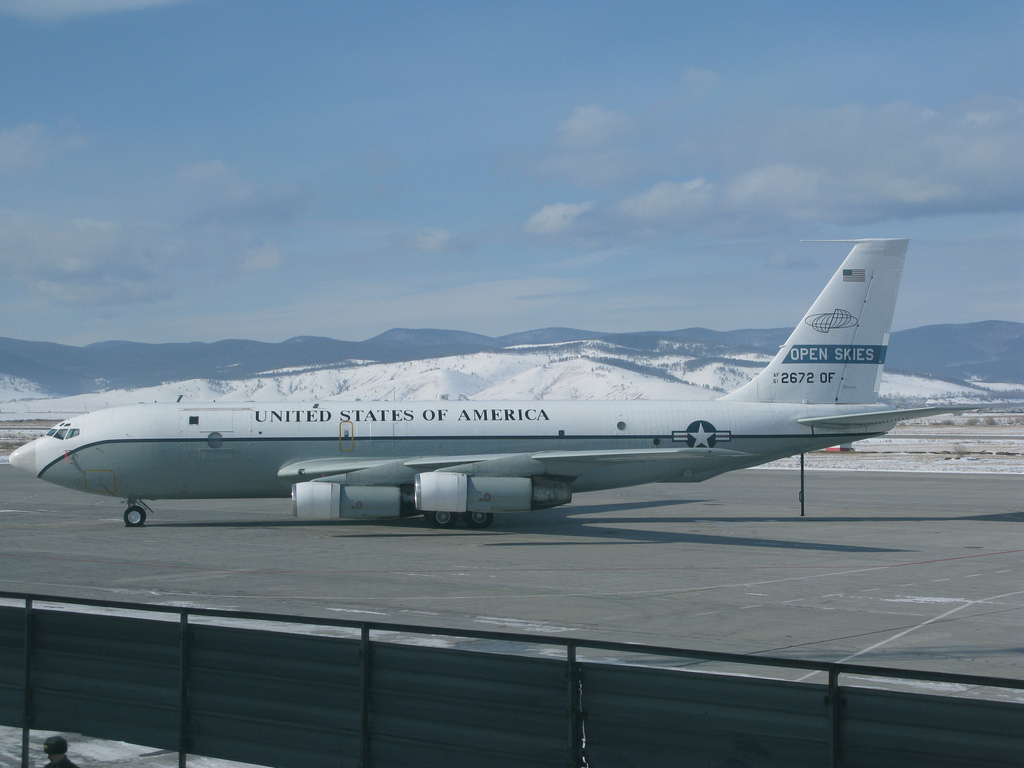
Самолёт наблюдателей от ВВС США, следящих за исполнением Договора по открытому небу

- 1994 год — в июне—сентябре аэропорт обслуживает транзитные авиарейсы, перенесённые из города Чита в связи с реконструкцией ИВПП аэропорта «Кадала».
- 2001 год — авиапредприятие было разделено на несколько независимых компаний, в результате чего был создан ОАО «Международный аэропорт Улан-Удэ», в состав которого вошли все аэропорты Республики Бурятия.
- 2007 год — реконструкция искусственной взлётно-посадочной полосы (ИВВП), что позволило принимать и обслуживать любые типы воздушных судов практически без ограничений по взлётной массе; кроме этого, осуществлён монтаж нового светосигнального оборудования (ССО) ОВИ-1, благодаря чему аэропорт возобновил приём воздушных судов в тёмное время суток.
- 2008 год — принято решение о переименовании международного аэропорта Улан-Удэ «Мухино» в международный аэропорт Улан-Удэ «Байкал»[11].
- 2010 — с 1 июня открыто постоянное воздушное сообщение между Улан-Удэ и Улан-Батором.
- 25 мая 2011 года Инвестиционно-финансовая компания «Метрополь» стала владельцем 100 % акций аэропорта[12]. Владелец — Михаил Викторович Слипенчук. Сумма сделки — 5 млн долларов[13].
- 29 октября 2011 года совершён первый рейс Улан-Удэ — Бангкок (Таиланд)[14].
- Июнь 2012 года — открытие прямых рейсов по маршруту Улан-Удэ — Пекин, Улан-Удэ — Анталья (Турция), Улан-Удэ — Камрань (Вьетнам).
- Май 2013 — режим работы стал круглосуточный.
- 1 июля 2014 года — открытие прямого рейса по маршруту Улан-Удэ — Сеул.
- 2017 — аэропорт Улан-Удэ был приобретён Романом Викторовичем Троценко через холдинг «Новапорт» за 6 млн долларов(по оценке Forbes)[13][15].
- В 2017 году аэропорту был присвоен статус открытого неба пятой степени свободы воздуха. Это позволяет воздушной гавани принимать самолёты иностранных компаний для транзитных рейсов[16].
- 4 декабря 2018 года ввели в строй вторую взлётно-посадочную полосу за 4 миллиарда рублей. Также построены рулёжные дорожки, светосигнальные оборудования с огнями высокой интенсивности, объекты электроснабжения, водосточно-дренажной сети, радиотехнического обеспечения полётов, метеооборудование, а также патрульная дорожка и ограждение. Строительство второй полосы позволит принимать все типы воздушных судов, и стать транзитным аэропортом для трансконтинентальных рейсов.
- 29 декабря 2019 года состоялся первый чартерный рейс Улан-Удэ — Пхукет, после пятилетнего перерыва.
- 20 ноября 2024 года начал работать новый терминала аэропорта пропускной способностью 400 пассажиров в час[17].

## Технические характеристики

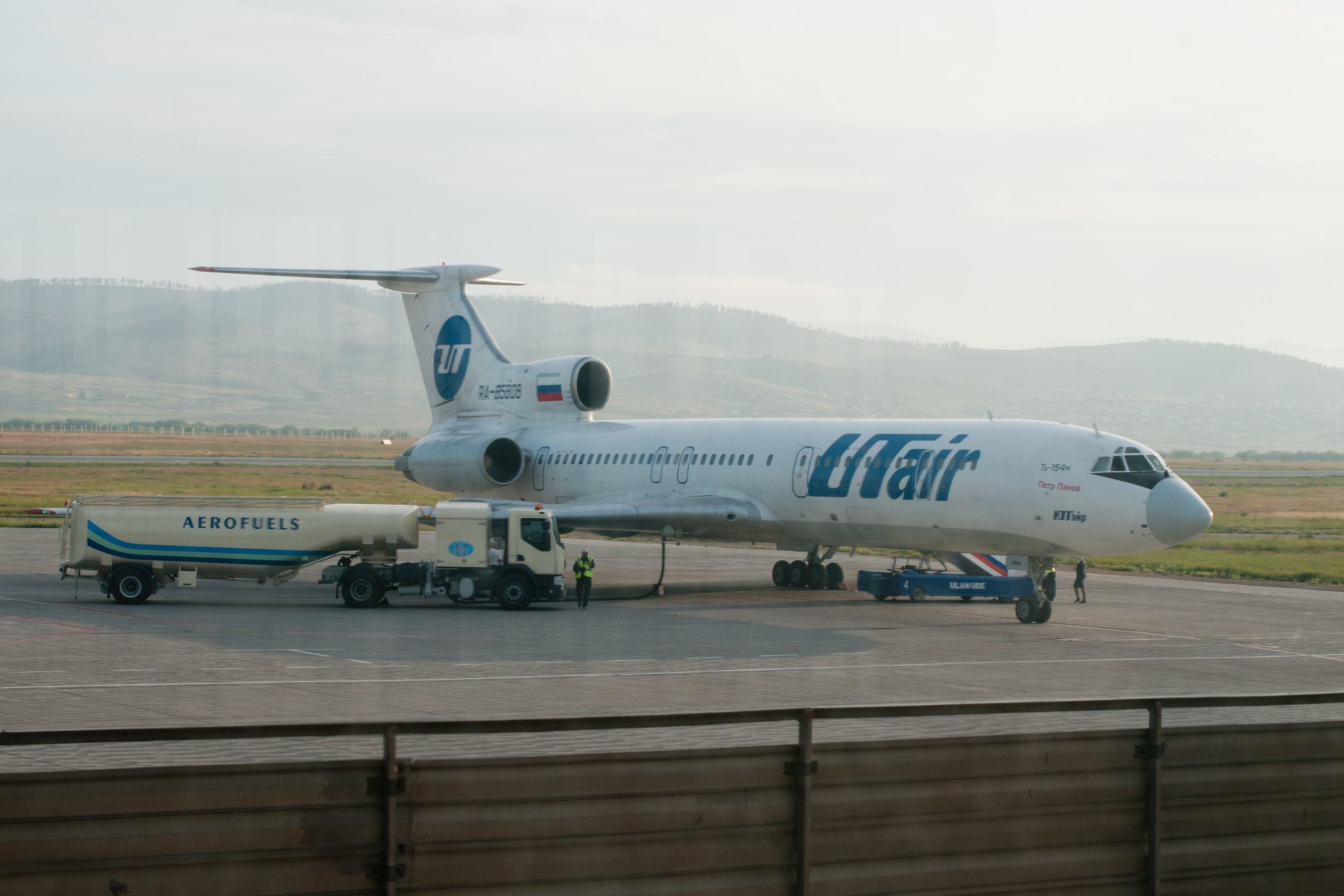
Ту-154 на заправке

Размеры основной взлётно-посадочной полосы (ВПП)
3400×45 м, курсы посадки: 263 и 83. Имеется пять рулёжных дорожек. Пропускная способность ВПП аэродрома составляет пять самолётовылетов в час.
Система перронов
- пассажирский перрон на семь самолётов типа Ту-154, Ту-204, Airbus A319, Boeing 737—800, 767-300, Ан-124-100.
- пассажирский перрон на пятнадцать самолётов типа Ан-24
- места стоянок для Ил-76
- места стоянок для Ан-2

Аэропортовый комплекс
- два пассажирских терминала (один требует реконструкции) — 400 пасс./час
- топливозаправочный комплекс (принадлежит ООО «Aerofuels», доставка авиатоплива на склад ГСМ осуществляется автомобильным транспортом с прирельсового склада (в 42 км от аэропорта).

Аэронавигационное обслуживание осуществляет Улан-Удэнский центр ОВД Филиала «Аэронавигация Восточной Сибири» ФГУП Госкорпорация по ОрВД.
Запасные аэродромы: Чита, Иркутск, Братск.

## Принимаемые типыВС
Проведённая в 2007 году реконструкция искусственной взлётно-посадочной полосы позволяет принимать и обслуживать любые типы[какие?] воздушных судов практически без ограничений[каких?] по взлётной массе.

### Допуски на обслуживание
| - Ан-24, Ан-26, Ан-124-100, Ан-140, АН-148; - Як-40, Як-42; - Ил-62, Ил-76, Ил-96-400Т; - Л-410; - Ту-134, Ту-154, Ту-204; | - ATR 42, ATR 72; - Airbus A319/320/321; - Boeing 737, Boeing 757—200, Boeing 767; - CRJ-200; - Saab 340, Cessna 208; |

а также вертолёты всех типов.

## Маршрутная сеть
Зимой 2024 года присутствуют рейсы:

## Статистика
| год                       | 2010  | 2011  | 2012  | 2013  | 2014  | 2015  | 2016  | 2017  | 2018  | 2019  | 2020  | 2021  | 2022  | 2023  | 2024  |  |
| пассажиропоток тыс. пасс. | 167,1 | 187,8 | 267,5 | 300,7 | 301,5 | 284,5 | 234,8 | 259,6 | 376,8 | 478,4 | 341,0 | 540,1 | 629,0 | 715,6 | 749,1 |  |
| грузопоток тыс. т         | 1,57  | -     | -     | 1,86  | 1,77  | 1,88  | 2,30  | 2,26  | -     | -     | -     | -     | 8,5   | 14,4  | 15,4  |  |
| Источники:                |       |       |       |       |       |       |       |       |       |       |       |       |       |       |       |  |

## Транспортное сообщение

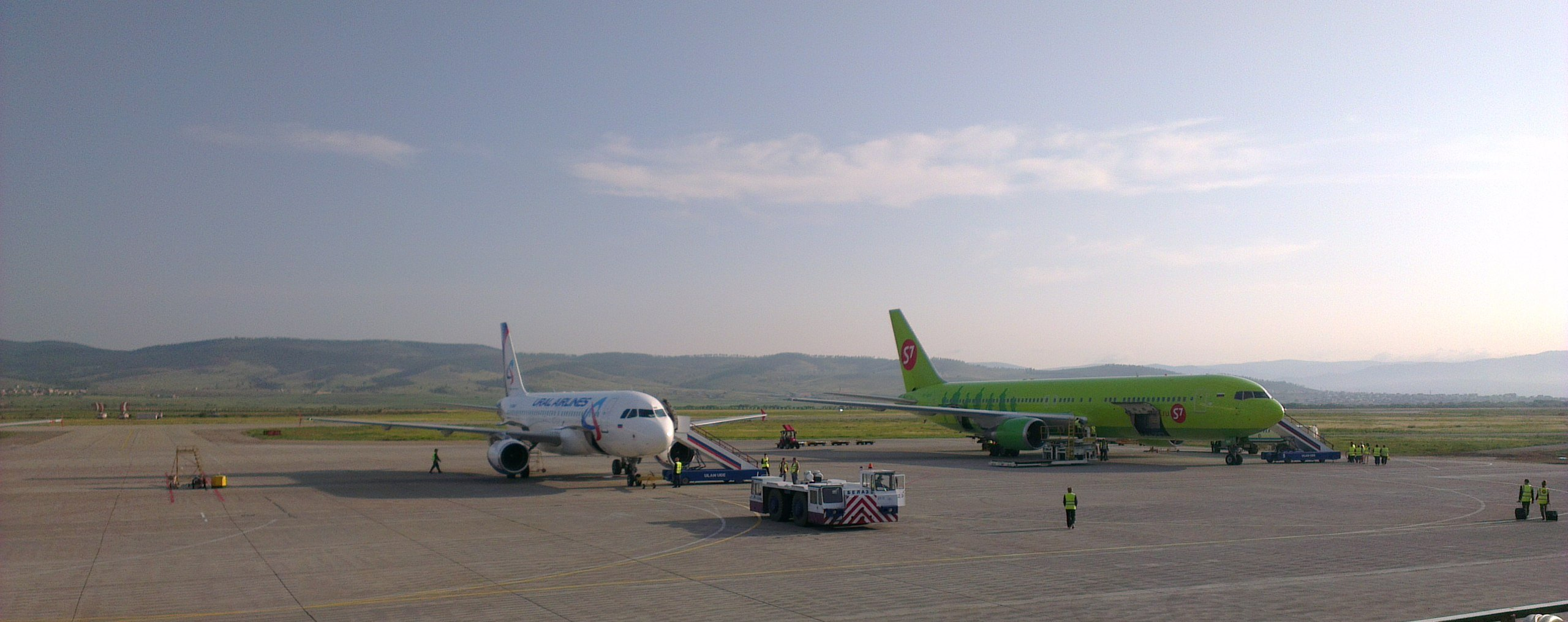
Обслуживание самолётов авиакомпаний Уральских Авиалиний и S7 Airlines

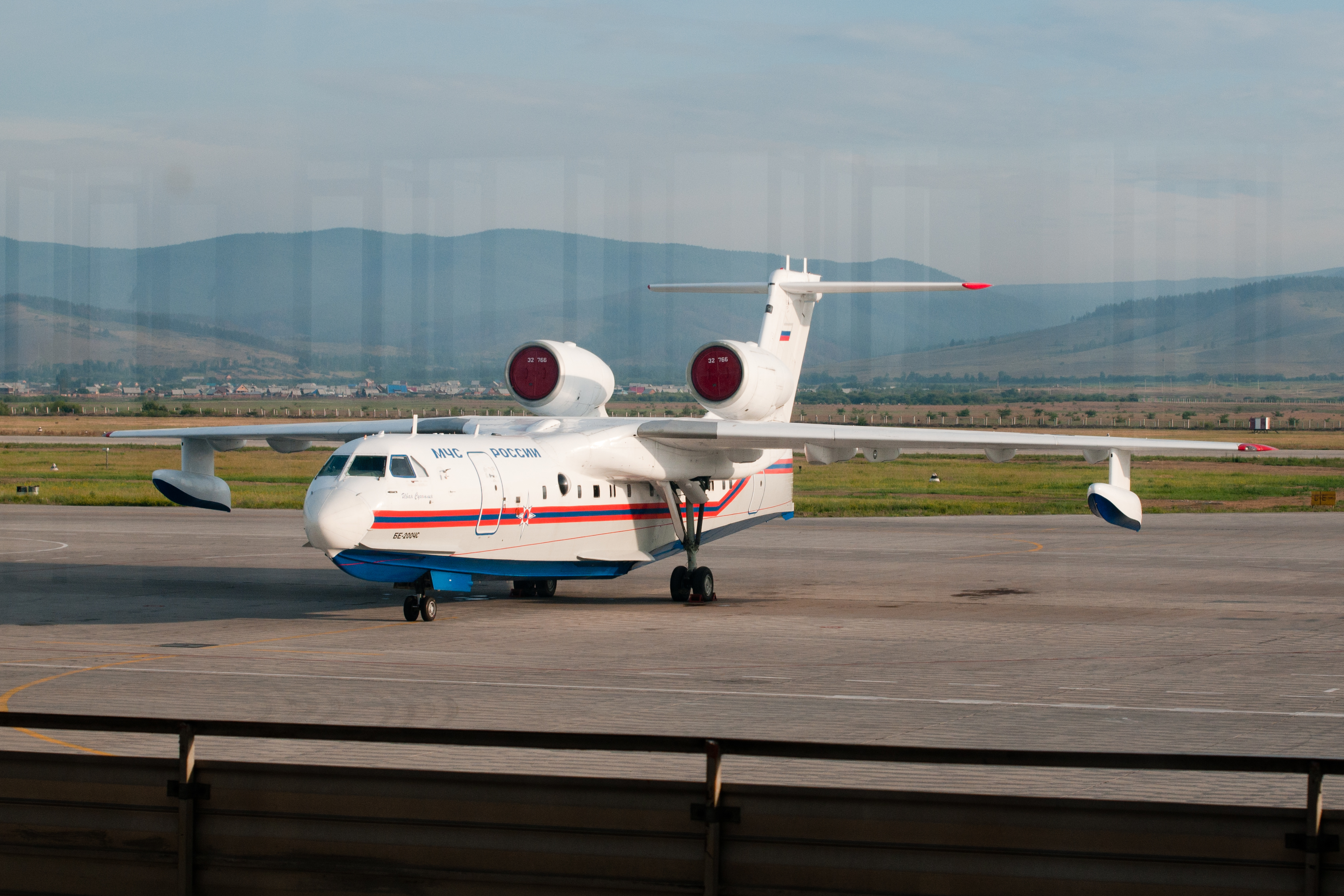
Бе-200 на стоянке

Аэропорт связан с городом Улан-Удэ автодорогой, выходящей через магистральные улицы Левого берега и Селенгинский мост к центру города. Расположен вблизи примыкания меридиональной федеральной автомагистрали А340 к широтной федеральной автомагистрали «Байкал» Р258 (М55).
Аэропорт и железнодорожный вокзал города связаны автобусом № 10. От посёлка Орешкова (Железнодорожный район) до аэропорта ходят автобусы от Ж/Д вокзала № 10 и маршрутные такси № 55. От 40-х кварталов Октябрьского района через исторический центр до аэропорта возможно доехать на маршрутном такси № 77. От микрорайонов Светлый и Комушка через исторический центр к аэропорту курсируют автобусы № 28. Время в пути от исторического центра города до аэропорта около 20—30 минут.

## Статус аэропорта «открытого неба»
Аэропорт в 2017 году стал четвёртым городом в стране, который получил статус открытого аэропорта 5 степени. Режим «открытого неба» действует также во Владивостоке, Сочи и Калининграде. Пятая степень свободы воздуха предусматривает выполнение полётов в аэропорт любым иностранным перевозчиком практически без ограничений, вне зависимости от условий соглашений об авиасообщении его страны с Россией.

## Авиационные происшествия
- 2 сентября 2005 года произошло столкновение автомобиля КАМАЗ с самолётом Ту-134, стоявшим на стоянке[27].
- 25 августа 2018 года Airbus А-320 «Уральских авиалиний», выполнявший рейс Москва (Домодедово) — Иркутск, из-за тумана в пункте назначения ушёл на запасной аэродром в Улан-Удэ. При заходе на посадку пилоты приняли строящуюся ВПП за рабочую (в это время на ней была включена светосигнальная система для испытания). Благодаря высокой степени готовности полосы, и отсутствию техники на ней, самолёт приземлился благополучно, без повреждений и пострадавших[28][29].